# Persea purpusii
Persea purpusii är en lagerväxtart som beskrevs av Kopp. Persea purpusii ingår i släktet avokador, och familjen lagerväxter. Inga underarter finns listade i Catalogue of Life.